# Миток (Леорда)
Миток (рум. Mitoc) насеље је у Румунији у округу Ботошани у општини Леорда. Oпштина се налази на надморској висини од 198 m.

## Становништво
Према подацима из 2011. године у насељу је живело 285 становника.